# Харсы
Харсы́ (бел. Харсы) — деревня в Брестском районе Брестской области Белоруссии. Входит в состав Томашовского сельсовета.

## География
Расположена в 12,5 км к северу от центра сельсовета, агрогородка Томашовка, и в 57 км к югу от центра Бреста. Рядом находится остановочный пункт Харсы железнодорожной ветки Брест — Влодава.

## История
В XIX веке — деревня Домачевской волости Брестского уезда Гродненской губернии, в 1876 году — 87 дворов. Деревня являлась центром сельского общества, которому принадлежало 422 десятины земли. В 1886 году имелась часовня и церковно-приходская школа.
По переписи 1897 года — село с 77 дворами; церковь, школа, ветряная мельница.
После Рижского мирного договора 1921 года — в составе гмины Домачево Брестского повята Полесского воеводства Польши, 71 двор. С 1939 года — в составе БССР, в 1940 году — 88 дворов.

## Население
На 1 января 2018 года насчитывалось 70 жителей в 79 домах, из них 10 младше трудоспособного возраста, 30 — в трудоспособном возрасте и 30 — старше трудоспособного возраста. Есть магазин, кладбище.